# 隨機漫步假說
隨機漫步假說（英語：Random walk hypothesis）是投資學上的一個假說，認為股票市場的價格，會形成隨機漫步模式，因此它是無法被預測的。此一假說與效率市場假說一致。

## 發展歷史
這個理論最早出現在1863年，法國的一名股票掮客朱利·荷紐（Jules Regnault）出版的書中。1900年，法國數學家路易·巴舍利耶（Louis Bachelier）在他的博士論文《投机理論》（the Theory of Speculation）中也討論了類似觀念。
1953年，莫里斯·肯德爾（Maurice Kendall）在他的論文《經濟的時間序列分析，第一部：價格》（The Analytics of Economic Time Series, Part 1: Prices）中，提出股票市場價格的變動是隨機的主張。1964年，史隆管理學院的保羅·庫特納（Paul Cootner）出版了《股票市場的隨機性質》（The Random Character of Stock Market Prices）。1965年，尤金·法马發表了《股票市場價格的隨機漫步》（Random Walks In Stock Market Prices），正式形成這個假說。1973年，在普林斯頓大學波頓·麥基爾（Burton Malkiel）教授出版《漫步華爾街》一書之後，這個假說開始為人所熟知。

## 數學模型
效率市场假说（Efficient Market Hypothesis）认为，如果股市具有弱式有效性（Weak form efficiency），那么股票价格的变化服从随机游走： 
{\displaystyle \,Y_{i,t}=\alpha +Y_{i,t-1}+\epsilon _{t}}
{\displaystyle \epsilon _{t}\sim iid~N(0,\sigma ^{2})}
- {\displaystyle \,Y_{i,t}}是t 时刻i 股票价格的自然对数
- {\displaystyle \alpha } 是常数
- iid：独立同分布
- {\displaystyle \epsilon _{t}} 是误差项